# 忽靈架

## 創拳者
李景延(或李景炎，或李景彥)(1825年－1898年)

## 正式名稱
活步方圆架。

## 由來
其廣為人知的名稱是由於獨特的忽靈勁及拳架形象而來：
1. 陳清平得意弟子李景延，於晚年在陳師所傳趙堡太極拳的基礎上，結合多年保鏢經驗所創。因為其忽靈勁(或稱忽領勁)特點，與趙堡太極拳的其他架子不同，故稱之「忽靈架」。
2. 拳架演練動作剛勁精巧，兩腳挫碾地面「嚓嚓」有聲，身體忽起忽落，吐氣發聲，哼哈勁出，如春雷乍響，早天雷擊；又如寒冬打顫，周身抖動。這些風格及其他一些特點，有別於當地流行的陳式太極（包括大、小、新架）及趙堡架（包括和式及繼承陳青萍風格的小架）。所以當地人就給此太極拳取了「忽雷架」、「圪顫架」等象形名稱。這些特殊的名稱，並非練拳人標新立異。但稱呼的人多了，約定俗成，也隨眾那樣稱呼了。[1]

## 特點
忽雷架在套略的結構上是經過李景延先生精心改造而成的，它自始至終每一動作、每一招勢都運用肢體走立體圓圈或弧形纏轉，使“陰陽”、“虛實”、“開合”、“起落”、“進退、“左右”、“上下”、“裡外”、“圓方”、“輕沈”、“剛柔”、“快慢”、“捲放”、“摺疊”、“轉關”, 等動作形成公轉和自轉。結合內勁以不同的方式，勁別蓄發，成為圈中套圈的以簡禦繁設計，構成它的基本原則。不僅在運動形式上是獨特的，在內功上也有其特殊的要求。
一、周身纏絲：每一招式任一動作，除了重心之腳根外，從手到腳每一關節均需在身法中正又完整一致的走圈纏絲下運行，其目的是練習全身協調一致；也就是借由動作的練習達成手動就是身動，手動步亦動。也就是全身上下的整勁，達到拳經拳論「一動無有不動」的要求，而走圈是全身所需繞行的路線，纏絲則身體每一關節、部位自行纏繞的方式，就如同公轉與自轉同時而行，其目的是在動作中改變力的方向和變背勢為順勢，如此則每一招式的動作都具有多重的功能。
二、靈活巧妙：在套路的訓練中特別強調「忽靈勁」和活步，所謂“忽靈勁”就是在意念動時全身一致靈活變動，因此不強調五趾抓地。活步是動作中，腳步隨身之變動以應之，如伸、縮、進、退或在原地纏轉，都是與手、身，一致纏絲，其目的在增進變勢之靈活性，在實戰上，既可管住對力下盤，也易於進步插襠，退逼套封；在發勁上既能先占中門，亦能利用腿的接觸面打動對方根盤，由於能貫串手、身、步齊進，落步發勁時因步之進而增進爆發力。
三、內外剛柔同練：不論楊氏或其他拳架，需先練柔勁再練剛勁，或是習練拳架之前先練椿步，或是先練拳架再練發勁，都需很長時間練習揣摩。甚至無法在平日拳架練習中，表現出忽高忽低，忽柔忽剛，忽快忽慢的各種發勁力式，而趙堡太極拳忽雷架，是由前賢透悟太極拳理和實戰用法，將各種姿式動作、身法椿步、剛柔發勁，及丹田內勁所需的鍛練方式，將之融合為一種拳架中，使同步練習，在任何一個招式、動作中都具備多重作用和效能，以縮短體悟時間使功夫上身。真正達到「外練筋骨皮，內練一口氣」的要旨。
四、動步發勁：在一九八六年十月由大陸人民體育出版社授權台灣純一出版社發行的《楊式太極拳述真》一書第三章有關推手內功運用要領乙節中概略說明：發勁有兩種方法 : 一種是「定發」，又曰「靜發」；一種是「活發」，又曰「動發」。活發是在腳起腳落之間進行的，因此，比定發難，也比定發的威力大。活發與活步推手不同。要在熟練地掌握了活步推手後，方能懂得活發的奧妙。活發是在足起而將要落地之際進行的。「足進一寸，手長一尺」，體現活發的威力。然而在平日的拳架中就沒有活步的訓練，在推手中就不會有活步的自然反應動作，由此可以瞭解活步拳架是活步推手的本體。

## 傳承
原創於李景延，除傳給兒子李火焰外，尚有著名弟子楊虎，張國棟，謝公績(亦作公吉)，此後隨其再傳弟子散布於各地。

## 其他別稱
- 騰挪忽靈架
- 忽雷架
- 忽雷太極拳
- 圪顫架